# Nybo, Ljusdals kommun
Nybo är en bebyggelse väster om Tevsjön vid riksväg 83 i Järvsö socken i Ljusdals kommun. Från 2015 avgränsar SCB här en småort.